# Fort de l'Éminence
Le fort de l'Éminence est un ouvrage militaire français situé sur l'île  de Port-Cros (Var). C'est le plus grand fort de Port-Cros et c'est sur lui que repose la défense de l'île au XIXe siècle. Il fut édifié au XVIIIe siècle en remplacement d'un fort détruit en 1793. Il se situe à 140 m d'altitude et est à 25 minutes du village.

## Histoire du fort
Un premier fort se dressait à cet endroit, appartenant à un ensemble défensif construit sur ordre de Richelieu en 1635 pour contrer la menace espagnole, et qui comprenait aussi le fort de l'Estissac, le fort du Moulin, et le fort de Port-Man. Il fut détruit par les Anglais en 1793.
La construction du fort actuel débute tout à la fin du XVIIIe siècle. Elle est interrompue à la chute de l'Empire, en 1814. Les travaux ne seront terminés qu'en 1876. Lors du débarquement de Provence, en août 1944, les bombardements alliés endommagent le fort. Aujourd'hui, le fort est géré par la Ligue de l'enseignement du Var et accueille des séjours scolaires, éducatifs, des centres de loisirs, des associations.